# Taiyalia sedequiana
Taiyalia sedequiana är en insektsart som beskrevs av Yamasaki 1992. Taiyalia sedequiana ingår i släktet Taiyalia och familjen vårtbitare. Inga underarter finns listade i Catalogue of Life.